# Anne Gnahouret Tatret
Anne Gnahouret Tatret ist eine ivorische Politikerin.
Während der Regierungskrise 2010/2011 war sie vom 5. Dezember 2010 bis 11. April 2011 Ministerin für Solidarität, Wiederaufbau und soziale Kohäsion in der Regierung Aké N’Gbo.
Anne Gnahouret Tatret war als Mitglied der Regierung Aké N'Gbo ab 11. Januar 2011 von Sanktionen der Europäischen Union betroffen. So durfte sie nicht in die EU einreisen und ihre Gelder wurden eingefroren.